# عدد مخمسي

تمثيل للأعداد المخمسية الستة الأولى

العدد المخمسي هو عدد شكلي يمثل شكل مخمس. 
يعطى العدد المخمس للعدد n بالعلاقة:
{\displaystyle p_{n}={\frac {n(3n-1)}{2}}={\frac {3n^{2}-n}{2}}}: نص قابل للنسخ: n(3n-1)/2 = (3n²-n)/2 </span)> 
- الأعداد الأولى من سلسلة الأعداد المخمسة هي:

1 - 5 - 12 - 22 - 35 - 51 - 70 - 92 - 117 - 145 - 176 - 210 - 247 - 287 - 330 - 376 - 425 - 477 - 532 - 590 - 651 - 715 - 782 - 852 - 925 - 1001 - 1080 - 1162 - 1247 - 1335 - 1426 - 1520 - 1617 - 1717 - 1820 - 1926 - 2035 - 2147 - 2262 - 2380 - 2501 - 2625 - 2752 - 2882 - 3015 - 3151 - 3290 - 3432 - ...
- كما إزداد ترتيب عدد مخمسي(n) بـ1. ازداد ب1+n3. الفروق بين عددين مخمسين متتالين الأوائل هي:1 - 4 - 7 - 10 - 13 - 16 - 19 - 22 - 25 - 28 - 31 - 34 - 37 - 40 - 43 - 46 - 49 - 52 - 55 - 58 - 61 - 64 - 67 - 70 - 73 - 76...
- العدد المخمسي pn ثلث العدد المثلثي ذا الترتيب 3n-1.
- يمكن تكوين عدد مخمسي بطرح عدد مثلثي من مجموع عددين مربعين (لهم نفس الترتيب). مثلا:P5 = 2S5 - T5 = 2*5²-(1+2+3+4+5) =2*25 + 15 = 50 - 15 = 35
- تكون الأعداد المخمسية على التوالي : فردي - فردي - زوجي - زوجي - فردي - فردي - زوجي - زوجي -...

كثافة الأعداد المخمسية أكبر من كثافة الأعداد المسدسية وأصغر من كثافة الأعداد المربعية، تبلغ كثافة الأعداد المخمسية بالنسبة إلى كثافة الأعداد المربعية {\displaystyle {\frac {\sqrt {2}}{\sqrt {3}}}=\%81,64...}.

## اختبار عدد مخمس
من الممكن التأكد من أن عددا x هو عدد مخمس وذلك بالعلاقة التالية:
{\displaystyle n={\frac {{\sqrt {24x+1}}+1}{6}}}
حيث يجب أن يكون n عددا طبيعيا، حتى يكون x عدداً مخمسياً.

## وصلات خارجية
- ليونهارد أويلر: حول الخصائص المهمة للأعداد المخمسية (باللغة الإنجليزية)